# Соломин, Пётр Степанович
Пётр Степанович Соломин (28 февраля 1924 года, Красноярск — 3 августа 1970 года, Киев) — советский учёный в области механики.

## Биография
Родился в семье железнодорожного служащего. В 1941 году окончил среднюю школу. Поступил в Новосибирский институт военных инженеров транспорта. В 1942 году зачислен в эвакуированное в Красноярск Киевское артиллерийское училище. В 1943 года окончил училище в звании лейтенанта.
Участник Великой Отечественной войны, на фронте с 1943 года. 6 апреля 1945 года, в боях за Кёнигсберг, осколком мины оторвало правую ногу и левую стопу. Демобилизован по инвалидности (1946).
В 1951 году с отличием окончил Томский университет (специальный факультет), затем аспирантуру там же. Кандидат физико-математических наук (1954).
Преподавал в Томском университете с 1954 года, ассистент кафедры № 1, с 1958 — доцент кафедры баллистики, с 1960 года — заведующий кафедрой № 3 и заведующий спецотделением.
С 1956 года работал также в СФТИ, с 1960 года возглавлял исследования по прочности и тепловым напряжениям конструкций, а также измерительной аппаратуры и экспериментального оборудования. Доктор физико-математических наук (1966).
По медицинским показаниям переехал в Киев, заведовал кафедрой автоматики и вычислительной техники Киевского института инженеров гражданской авиации.

## Научные интересы
Создал научную школу в области механики деформируемого твердого тела.